# Nekrolog 1922
Nekrolog
◄◄
| ◄
| 1918
| 1919
| 1920
| 1921
| 1922 | 1923 | 1924 | 1925 | 1926 | ► | ►►
1. Quartal |
2. Quartal |
3. Quartal |
4. Quartal 
Weitere Ereignisse | Allgemeiner Nekrolog 1922
Die Beschreibung der verstorbenen Person sollte so kurz wie möglich gehalten sein und nur deren signifikante Tätigkeit(en) enthalten.
Neue Namen ggf. auch unter dem Geburts- und Sterbedatum, also etwa unter 1. Januar und im Geburts- und Sterbejahr (2024) eintragen (nur bei entsprechender großer Wichtigkeit). Für Beispiele siehe die schon vorhandenen Artikel.
Außerdem über die fünf zuletzt Verstorbenen, zu denen es einen ausreichend guten Artikel für eine Präsentation auf der Hauptseite gibt, nach der todesbedingten Überarbeitung der Artikel ggf. auch unter Wikipedia Diskussion:Hauptseite informieren und sie am besten auch in den anderen Wikipedia-Sprachversionen eintragen. Tipp: Regelmäßig bei news.google.de nach „ist tot“, „gestorben“ oder „verstorben“ suchen.
Wenn eine Person gestorben ist, gibt es viele Seiten zu dieser Person in der Wikipedia, die davon auch betroffen sind und entsprechend aktualisiert werden müssen. Beispiele: Namenübersichtsseite, Geburtsjahr, Geburtsort-Seiten und viele mehr.
Wie finde ich die betroffenen Seiten?
Im Suchfeld auf der linken Seite gibt man den Suchbegriff so ein: „Vorname Nachname“. Dann klickt man auf Volltext und alle Seiten mit entsprechendem Suchtext werden aufgerufen. Hier sieht man dann schnell, wo auch das Todesjahr Sinn macht oder sogar ein Teil des Artikels angepasst werden muss. Auch hilft das „Werkzeug“ auf der linken Seite sehr gut, um solche Seiten aufzufinden: „Links auf diese Seite“. Somit ist die Wikipedia wieder aktuell in allen Bereichen! Hinweis: bei Eintragung der Kategorie „Gestorben JAHR“ wird der Missbrauchsfilter 49 ausgelöst, was jedoch nicht schlimm ist. Siehe: Spezial:Missbrauchsfilter/49
Dies ist eine Liste von im Jahr 1922 verstorbenen bekannten Persönlichkeiten. Die Einträge erfolgen innerhalb der einzelnen Daten alphabetisch sortiert. Tiere sind im Nekrolog für Tiere zu finden.
Die Liste ist nach Quartalen aufgeteilt:
- Nekrolog 1. Quartal 1922: Januar, Februar und März
- Nekrolog 2. Quartal 1922: April, Mai und Juni
- Nekrolog 3. Quartal 1922: Juli, August und September
- Nekrolog 4. Quartal 1922: Oktober, November und Dezember

## Datum unbekannt
| Name                              | Beruf, bekannt als |
| --------------------------------- | --- |
| José de Amézola                   | spanischer Pelotaspieler |
| Farah Antun                       | arabischer Journalist und Herausgeber |
| José Backhaus                     | chilenischer Maler |
| Webster Clay Ball                 | US-amerikanischer Juwelier und Uhrmacher |
| Giuseppe Bessi                    | italienischer Bildhauer |
| Philipp Bock                      | deutscher Theaterschauspieler, Sänger (Tenor), Theaterregisseur sowie -intendant                                                                    |
| Bunyawat Wongmanit                | letzter Fürst von Lampang (1897–1922) |
| Serapio Calderón                  | peruanischer Präsident ad interim 1904 |
| Ching Ling Foo                    | chinesischer Jongleur und Zauberkünstler |
| Erdmann Gottreich Christaller     | deutscher Schriftsteller und evangelischer Pfarrer                                                                                                  |
| Henry Stephen Clubb               | amerikanischer Abolitionist, Swedenborgianer, Staatssenator von Pennsylvania, Präsident der Vegetarian Society of America, Journalist und Buchautor |
| Luis Felipe Contardo              | römisch-katholischer Geistlicher, chilenischer Lyriker                                                                                              |
| Ralph Wormeley Curtis             | US-amerikanischer Maler |
| Leo Daft                          | US-amerikanischer Erfinder |
| Jean Delvin                       | belgischer Maler |
| Ignaz Eigner                      | österreichischer Lithograf |
| Johann Ertl                       | Gründer der Seilerwarenfabrik in Hodschag und Abgeordneter im jugoslawischen Parlament                                                              |
| Wilhelm Ferch                     | rumäniendeutscher Komponist und Chorleiter |
| Abraham Alter Fiszzon             | jüdischer Schauspieler und Theaterdirektor in Russland und in Polen                                                                                 |
| Francis Fleming                   | britischer Kolonialgouverneur von Sierra Leone |
| Friedrich Wilhelm Foerster        | deutscher Unternehmer |
| Francisco da Costa Freitas        | timoresischer Herrscher |
| Carl von Geyer                    | deutscher Versicherungsdirektor und Verbandsfunktionär                                                                                              |
| Robert Charles Goff               | englischer Maler, Radierer und Aquarellist |
| Friedrich Otto Gräbner            | deutscher evangelischer Pfarrer |
| Karl Griebel                      | deutscher Architekt |
| Hans Guradze                      | deutscher Bildhauer und Grafiker |
| Jean Baptiste Guth                | französischer Illustrator und Karikaturist |
| Fritz Hacke                       | deutscher Jurist und Politiker (DFP), MdR |
| Murray M. Harris                  | US-amerikanischer Orgelbauer |
| Henry Steven Hartmann             | fiktive Figur des Autors Jürgen Thorwald |
| James Hastings                    | schottischer presbyterianischer Geistlicher und Religionswissenschaftler                                                                            |
| Jean-Jacques Heilmann             | französischer Ingenieur |
| Johanna Juncker-Schatz            | deutsche Theaterschauspielerin und Operettensängerin (Sopran)                                                                                       |
| Carl Kauba                        | österreichischer Bildhauer |
| Joseph Kehren                     | deutscher Porträtmaler |
| Khakyab Dorje                     | fünfzehnter Lama in der Inkarnationsreihe der Karmapas                                                                                              |
| Gustav Köhler                     | deutscher Porträt- und Genremaler |
| Luise Koppen                      | deutsche Schriftstellerin |
| Eduard Kratzmann                  | österreichischer Glasmaler |
| Wilhelm Kretschmann               | deutsch-russischer Flötist und Hochschullehrer |
| Johann Lupul                      | österreichisch-rumänischer Lyriker und Politiker, Reichsratsabgeordneter und Landeshauptmann                                                        |
| Thomas William Lyster             | Direktor der Irischen Nationalbibliothek (1895–1920)                                                                                                |
| Charles Macintosh                 | schottischer autodidaktischer Naturwissenschaftler                                                                                                  |
| Mahmud Kâmil Pascha               | osmanischer General und Pascha |
| Paul Matte                        | deutscher Fischzüchter und Zierfischhändler |
| Otto Noll                         | österreichischer Fußballspieler |
| Joseph Oller                      | französischer Impresario und Erfinder des Totalisators                                                                                              |
| Hüseyin Hilmi Pascha              | osmanischer Großwesir |
| Victor Piaggio                    | argentinischer Dirigent und Musikpädagoge |
| Henry Pierrepoint                 | britischer Henker |
| Karl Romin                        | schwedischer Landschaftsmaler und Kunstlehrer |
| Fritz Rose                        | deutscher Kolonialbeamter |
| Adèle von Rothschild              | Mitglied der Rothschild-Familie |
| Conrad Ruf                        | deutscher Fotograf |
| Sergei Michailowitsch Scheideman  | kaiserlich russischer Offizier, General der Kavallerie, Armeeführer im Ersten Weltkrieg                                                             |
| Rudolf Schmalfeld                 | deutscher Sänger (Tenor) und Gesangspädagoge |
| Conrad Schmeidler                 | deutscher Pianist, Komponist und Musiklehrer in München und Dresden                                                                                 |
| Otto Schmiedicke                  | deutscher Sanitätsoffizier |
| Friedrich Wilhelm Schreiner       | deutscher Landschaftsmaler der Düsseldorfer Schule                                                                                                  |
| Henry B. Simms                    | deutscher Unternehmer und Kunstsammler |
| Jesús María Suárez                | venezolanischer Pianist, Komponist und Musikpädagoge                                                                                                |
| Abram Sewastjanowitsch Tannenbaum | russischer Verkehrsingenieur, Autor und Herausgeber                                                                                                 |
| Napoléon de Tédesco               | französischer Bauingenieur und einer der Pioniere des Stahlbetons                                                                                   |
| Marius Toudoire                   | französischer Architekt |
| Kostandinos Trikoupis             | griechischer Offizier und Politiker |
| Margarete von Vahsel              | deutsche Theaterschauspielerin und Opernsängerin (Sopran)                                                                                           |
| Bernard Vaughan                   | britischer Priester und Autor |
| Johannes Clauß Voß                | deutsch-kanadischer Seefahrer |
| Otto Weidlich                     | deutscher Verwaltungsbeamter und Rittergutsbesitzer                                                                                                 |
| Alexander Wilson                  | schottischer Aufseher in einer Jute-Weberei in Dundee und Hobbyfotograf                                                                             |